# Macdunnoughia zayuensis
Macdunnoughia zayuensis är en fjärilsart som beskrevs av Chou och Lu 1982. Macdunnoughia zayuensis ingår i släktet Macdunnoughia och familjen nattflyn. Inga underarter finns listade i Catalogue of Life.